# Peperomia oreophila
Peperomia oreophila är en pepparväxtart som beskrevs av August Wilhelm Eduard Theodor Henschel. Peperomia oreophila ingår i släktet peperomior, och familjen pepparväxter. Inga underarter finns listade i Catalogue of Life.